# 함효주
함효주(1984년 2월 17일 ~ 2013년 6월 8일)는 대한민국의 개그우먼이다.

## 생애
함효주는 1984년 2월 17일 서울에서 태어나 서울예술대학 연극과를 졸업한 뒤 MBC공채 15기 개그우먼으로 데뷔하였다. 생전에 2007년 "소녀X소녀"에 흑장미 역으로, 2010년에 "통키는 살아있다"라는 영화를 촬영하기도 했으며, 예능 프로그램은 2006년에 "웃으면 복이와요", "개그야", "웃고 또 웃고", "뮤직 코믹쇼", "코미디에 빠지다" 등에 출연했다.

## 사망
2023년 6월 7일 금요일 저녁 동료들과 회식을 하고 늦게 귀가하던 함효주는 다음날인 6월 8일 토요일 오전  2시 55분경 영등포구 신길3동 편도 3차로의 도로에서 반대편에서 오던 택시를 잡으려고 무단횡단하다가 차에 치이는 교통사고를 당하였다. 심하게 다친 그녀는 심폐소생술을 받으며 곧장 강남의 한 병원으로 옮겨졌으나, 8일 아침에 과다 출혈로 끝내 생을 마감하였다. 그녀의 빈소는 서울성모병원 장례식장에 마련되었으며, 장례기간 동안 이국주, 정준하, 김영희, 김지혜, 서경석 등 많은 동료들과 조문객들이 오갔다. 특히 서경석과 김지혜는 학교 후배였던 그녀가 교통사고로 갑작스레 숨을 거뒀다는 소식을 듣고 크게 슬퍼하였다고 한다. 6월 10일, 그녀의 유해가 분당 스카이캐슬 추모공원에 안장되었다.

## 학력
- 서울예술대학 연극과 전문학사 (졸업)

## 연기 활동

### 영화
- 2007년 : 《소녀X소녀》 ... 흑장미 역
- 2010년 : 《통키는 살아있다》

### 예능
- 《코미디쇼 웃으면 복이와요》 (MBC, 2005년)
- 《개그야》 (MBC, 2006년~2009년) 
 • 아홉살 인생 
 • 난난난 
 • 감동 
 • 섬마을 사람들 
 • 장기판과 몽타쥬
- 《웃고 또 웃고》 (MBC, 2011년~2012년) 
 • 초압축 미니시리즈
- 《뮤직 코믹쇼》 (MBC Music, 2012년)
- 《코미디에 빠지다》 (MBC, 2012년~2013년) 
 • 사랑은 붕붕붕 
 • 청담동 사모님